# Avicola Slobozia
Avicola Slobozia este o companie procesatoare de carne de pasăre din România.
A fost înființată în anul 1990 și are ca obiect principal de activitate creșterea păsărilor pentru carne și ouă, industrializarea cărnii de pasăre, comercializarea produselor, precum și achizitionarea cerealelor necesare hranei păsărilor.
Avicola Slobozia deține șapte ferme proprii, o stație de incubație, un abator de păsări, o unitate de producere a furajelor necesare creșterii păsărilor și trei magazine (unul proprietate și două închiriate), toate situate în județul Ialomița.

## Informații financiare[2]
| Ani  | Venituri  | Cheltuieli | Profit   | Inventar | Rezerve | Creanțe | Datorii  | Banca și numerar | Angajați |
| ---- | --------- | ---------- | -------- | -------- | ------- | ------- | -------- | ---------------- | -------- |
| 2021 | 199103719 | 206691178  | -7233399 | 16498019 | 0       | 5197918 | 28264323 | 2902274          | 367      |
| 2020 | 180007930 | 181589690  | -1380828 | 16583325 | 462135  | 5555077 | 26725023 | 2293632          | 395      |
| 2019 | 172596624 | 172306636  | 203688   | 15551607 | 462135  | 5124466 | 23467387 | 3473690          | 400      |
| 2018 | 184372561 | 178016210  | 6031292  | 16596562 | 462135  | 5480985 | 23334397 | 4830875          | 388      |
| 2017 | 175047141 | 165664631  | 8701712  | 12474430 | 462135  | 7814229 | 18282014 | 6647096          | 373      |
| 2016 | 167020036 | 165693522  | 448712   | 14002179 | 475083  | 3008984 | 15242726 | 731411           | 360      |